# Lista de álbuns número um no Brasil em 2009

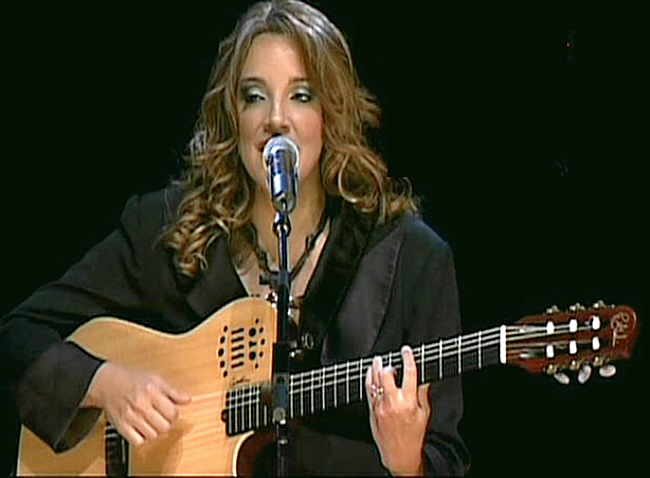
Ana Carolina chegou ao topo nas vendas da ABPD com o disco N9ve.

Este anexo lista os álbuns número um no Brasil em 2009. Todos os rankings são pesquisados e compilados pela Nielsen com registros de vendas físicas no país e publicado semanalmente desde junho de 2009 pela Associação Brasileira de Produtores de Discos (ABPD),a  na parada nomeada de CD - TOP 20 Semanal ABPD.
O álbum mais bem colocado na parada é do cantor de MPB Roberto Carlos, com a coletânea Elas Cantam Roberto Carlos, e esse disco no formato de DVD vendeu mais de 50 mil cópias no Brasil, recebendo uma certificação de Disco de Platina. A trilha sonora mais bem sucedida é da novela da Rede Globo, Paraíso e seu disco Paraíso Nacional, o qual ficou três semanas no topo das vendas no país. O cantor Michael Jackson foi o único artista internacional no topo no TOP 20 Semanal da ABPD com os discos Thriller por duas semanas consecutivas e Greatest Hits History com uma semana, porém não recebeu nenhuma certificação ao logo do ano de 2009. Uma outra trilha sonora de novela que é também da Rede Globo, a ser líder de vendas é o Caminho das Índias Internacional, com músicas só de cantores internacionais como Katy Perry, Nickelback, Beyoncé, entre outros. A primeira cantora a ter um álbum em primeiro lugar foi Ana Carolina com seu disco N9ve, o qual ficou três semanas no topo das vendas no país.
A dupla de música sertaneja Victor & Leo, ficou 4 semanas consecutivas no topo da parada com o álbum gravado ao vivo, Ao Vivo e em Cores, e com registros de mais de 100 mil cópias em vendas e com certificação de Disco de Platina pela ABPD. E o ano terminou com o Raça Negra no número 1 nas vendas da ABPD.

## História da parada em 2009
| Dataa b        | Álbum                            | Artista(s)      | Ref    |
| -------------- | -------------------------------- | --------------- | ------ |
| 22 de junho    | Paraíso Nacional                 | Trilha sonora   | [ 4 ]  |
| 29 de junho    | Eu e o Tempo                     | Fábio de Melo   | [ 5 ]  |
| 6 de julho     | Greatest Hits History            | Michael Jackson | [ 6 ]  |
| 13 de julho    | Thriller                         | Michael Jackson | [ 7 ]  |
| 20 de julho    | Thriller                         | Michael Jackson | [ 8 ]  |
| 27 de julho    | Paraíso Nacional                 | Trilha sonora   | [ 9 ]  |
| 3 de agosto    | Paraíso Nacional                 | Trilha sonora   | [ 10 ] |
| 10 de agosto   | N9ve                             | Ana Carolina    | [ 11 ] |
| 17 de agosto   | N9ve                             | Ana Carolina    | [ 12 ] |
| 24 de agosto   | N9ve                             | Ana Carolina    | [ 13 ] |
| 31 de agosto   | Caminho das Índias Internacional | Trilha sonora   | [ 14 ] |
| 7 de setembro  | Elas Cantam Roberto Carlos       | Roberto Carlos  | [ 15 ] |
| 14 de setembro | Elas Cantam Roberto Carlos       | Roberto Carlos  | [ 16 ] |
| 21 de setembro | Elas Cantam Roberto Carlos       | Roberto Carlos  | [ 17 ] |
| 28 de setembro | Elas Cantam Roberto Carlos       | Roberto Carlos  | [ 18 ] |
| 5 de outubro   | Elas Cantam Roberto Carlos       | Roberto Carlos  | [ 19 ] |
| 12 de outubro  | Elas Cantam Roberto Carlos       | Roberto Carlos  | [ 20 ] |
| 19 de outubro  | Elas Cantam Roberto Carlos       | Roberto Carlos  | [ 21 ] |
| 26 de outubro  | Promessas                        | Vários          | [ 22 ] |
| 2 de novembro  | Ao Vivo e em Cores               | Victor & Leo    | [ 23 ] |
| 9 de novembro  | Ao Vivo e em Cores               | Victor & Leo    | [ 24 ] |
| 16 de novembro | Ao Vivo e em Cores               | Victor & Leo    | [ 25 ] |
| 23 de novembro | Ao Vivo e em Cores               | Victor & Leo    | [ 26 ] |
| 14 de dezembro | Canta Jovem Guarda II            | Raça Negra      | [ 27 ] |